# داوید لوسونچی
داوید لوسونچی (به انگلیسی: David Losonczi،  زادهٔ ۱ ژوئیهٔ ۲۰۰۰) یک کشتی‌گیر فرنگی‌کار اهل کشور مجارستان است. وی سابقه حضور در المپیک ۲۰۲۴ پاریس را دارد. 
از افتخارات وی می‌توان به کسب مدال نقره قهرمانی کشتی جهان ۲۰۲۳ و مدال برنز قهرمانی کشتی جهان ۲۰۲۲ اشاره کرد.

## فعالیت حرفه‌ای

### قهرمانی کشتی جهان ۲۰۲۲
لوسونچی در وزن ۸۷ کیلوگرم کشتی فرنگی قهرمانی کشتی جهان ۲۰۲۲ بلگراد شرکت کرد، او در مسابقه های اول تا سوم نیکو اوجوج از رومانی، کیم جین-هیوک ازکره جنوبی و نورسلطان تورسینوف از قزاقستان را شکست داد اما در نیمه نهایی به زوراب داتوناشویلی از صربستان باخت و به دیدار رده‌بندی رفت. وی در دیدار رده‌بندی الکس بیوربرگ کسیدیس از سوئد را شکست داد و مدال برنز را بدست آورد.

### قهرمانی کشتی جهان ۲۰۲۳
لوسونچی در وزن ۸۷ کیلوگرم کشتی فرنگی قهرمانی کشتی جهان ۲۰۲۳ بلگراد شرکت کرد، او در این مسابقات آزات سالیدینوف از تاجیکستان، اسلام عباس‌اف از آذربایجان، کریل ماسکوویچ از بلاروس و سمن نوویکوف از بلغارستان را شکست داد و به فینال رسید. وی در دیدار نهایی به علی چنگیز از ترکیه باخت و به مدال نقره رسید. 
در ۱۵ نوامبر ۲۰۲۳، اتحادیه جهانی کشتی تشخیص داد که داور یک اشتباه جدی مرتکب شده است که نتیجه این مسابقه را تغییر داده است. بنابراین، اتحادیه جهانی کشتی هر دو کشتی گیر را به عنوان برنده مسابقه اعلام کرد و به داوید لوسونچی مدال طلا داد.

### المپیک ۲۰۲۴ پاریس
لوسونچی در وزن ۸۷ کیلوگرم کشتی فرنگی المپیک ۲۰۲۴ پاریس حاضر بود که با شکست رفیق حسینوف از آذربایجان و الکساندر کوماروف از صربستان به مرحله نیمه نهایی رسید اما در این مرحله مقابل سمن نوویکوف از بلغارستان شکست خورد و به دیدار رده‌بندی رفت. او در این مرحله نیز مقابل تورپال بیسلطانوف از دانمارک بازی را واگذار کرد و پنجم شد.  